# Gaspar Andreu
Gaspar Andreu (segle XVI - segle XVII) va ser un mestre de capella i compositor català.
El 9 de maig del 1611 va ser elegit per ocupar la plaça de mestre de capella de Santa Maria del Pi de Barcelona, per la renúncia de l'anterior, Pere Armendia, el qual hi havia estat nomenat dos anys abans. Es va mantenir en el càrrec prop d'un any i el reemplaçà el retornat Pere Armendia.
Entre 1616 i 1617, va accedir a la plaça de mestre de capella a Montblanc. En aquest mateix darrer any, va presentar oposicions per la plaça de mestre de capella de La Seu d'Urgell. Encara que no la guanyà, la imprevista marxa del nou titular Mateu Calvet, quatre mesos més tard, permeté que el 17 d'abril del 1617, el capítol de la catedral de la Seu d'Urgell cridés Andreu per a ocupar la plaça, on hi va romandre cinc anys fins que el 5 de maig del 1621 el capítol decidí acomiadar-lo.
L'any 1631 constava com a mestre de capella de Santa Maria de Vilafranca del Penedès. L'única obra coneguda de Gaspar Andreu, Serenad el cielo de esos ojos, a 3 veus, es conserva a la Biblioteca de Catalunya.